# 唐納大隊

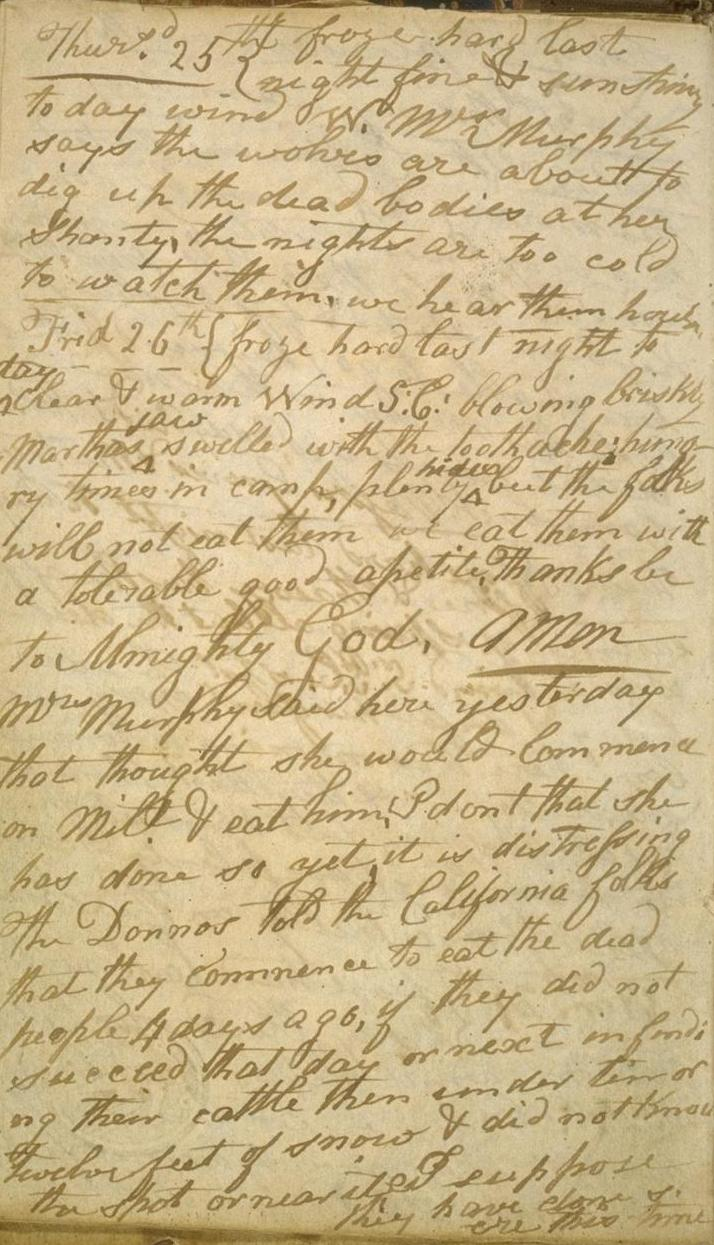
派崔克·布林的日記第28頁，記載著他在1847年二月底的觀察。其中一段寫道：「莫菲太太昨日來此，說她正在考慮要開始吃掉繆特。我希望她應該還沒開始這麼做，這太讓人難過了。」

唐納大隊（Donner Party），又稱作唐納-瑞德大隊（Donner-Reed Party），指的是一群在1846年春季由美國東部出發，預計前往加州的移民隊伍，他們是由數個家庭組成的篷車大隊。由於錯誤的資訊，他們的旅程遭受延遲，導致他們在1846年末到1847年初之間受困在內華達山區度過寒冬。在惡劣的環境下，接近半數成員遭到凍死或者餓死，部分生存者依靠食人存活下來。绝大多数受害者是因疾病、飢餓等原因自然死亡後被食用，但有两位原住民嚮導是被故意杀害以而成為被食用的受害者。
前往西部的旅途通常需要費時四到六個月，但唐納大隊採取了一條被稱為黑斯廷近道的新路徑, 他們橫越猶他州的瓦薩奇山脈及大鹽湖沙漠，接著來到洪堡河谷，到達現今的內華達州，此時他們已經失去了眾多的牲畜，隊伍內部也產生分裂。
在1846年11月初，他們終於來到最後的關卡，內華達山脈，然而一場提早到來的風雪將他們困在2000公尺高的特拉基湖（現在稱為唐納湖畔）。他們的食物逐漸消耗殆盡，12月中開始有人從營地出發尋找救援，但由於當時加州正經歷美墨戰爭缺乏人力，直到1847年2月中第一支搜救隊伍才終於抵達他們受困的湖畔營地，距離他們被困已將近四個月。87名成員中，最後只有48人活著抵達加州。
歷史學者將這一事件定位為西部移民史上最為慘痛的悲劇。

## 背景

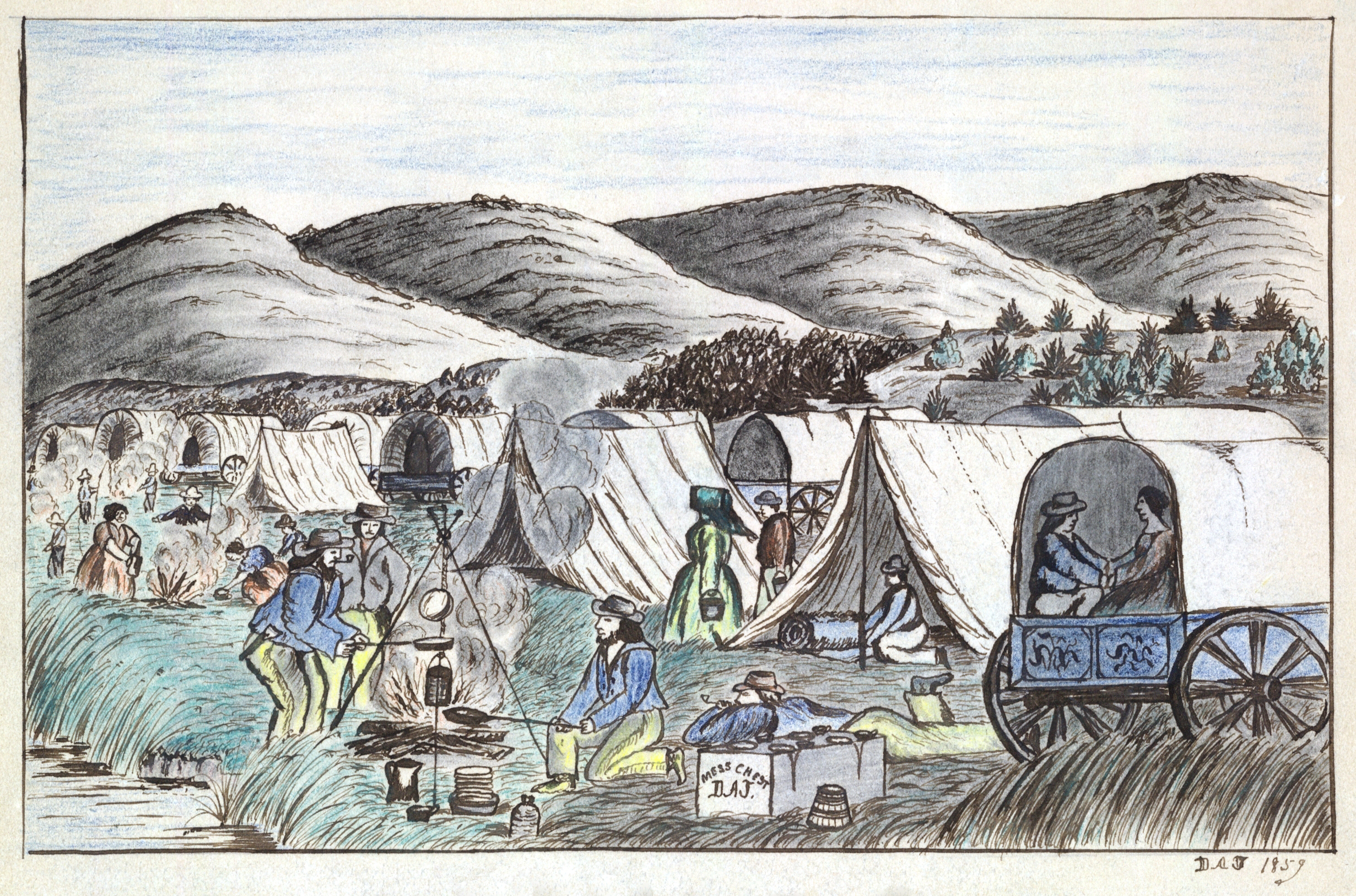
1859年，在內華達州洪堡河畔，移民團利用篷車建立起的營地

1840年代，前往西部的移民者倍增。有的是像唐納大隊的成員派崔克·布林，嚮往能自由信仰公教的新天地而前往西部。也有許多人是被「昭昭天命」的想法所鼓舞，認為美國被賦予了向西擴張至橫跨北美洲大陸的天命，而積極前往西部定居。大多数马车队沿着从独立城出发，到大陆分水岭的俄勒冈小径行途，每天行大约15英里（24）路，来完成通常会費時4至6個月的路途。这条路线通常沿着怀俄明的南部，在那里有一块山谷，可以使马车队更容易交换物资、补充资源。自那里起，马车队可以根据他们的目的地自由选择路线。
一位早期移民兰斯福德·黑斯廷在1842年到了加利福尼亚州，看到了萧条的现状。为了鼓励移民，他於1845年出版了《俄勒冈、加利福尼亚移民指南》。他描述了一条可以直接穿过大盆地的近路，这条近路将带领移民们通过沃萨奇山脉并穿过大鹽湖沙漠。但黑斯廷直到1846年初由加州前往柏瑞哲堡才走上這條近路。柏瑞哲堡是一家由探险家吉姆·柏瑞哲和他的伙伴皮埃尔·路易斯·瓦斯奎兹的位于怀俄明州境内的休息站。黑斯廷停留在伯瑞哲堡，说服旅客往南走，沿着這條近路前進。截止1846年，黑斯廷是第二名有記載的穿过大盐湖沙漠的人，但兩人都没有马车队跟隨。当时并没有原住民部落穿过大盐湖沙漠的书面记录，移民们在此区域也没有已经通行的路线。
通往加利福尼亚州旅程最艰难的部分是穿过内华达山脉的100英里（160）。内华达山脉包括了500多座不同的山峰，海拔高达12,000英尺（3,700），且由于海拔高又靠近太平洋，内华达山脉的降雪量远超北美其他山脉，其东坡也非常陡峭。從密苏里州前往俄勒冈州和加利福尼亚州的广袤荒野途中，很难避免马车队不受春雨泥泞所困、不被九月起大量降雪所拖延，而且他们的马和公牛需足够的春草補給，因此，时间是至关重要的環節。

## 「唐納大隊」的家族構成
唐納大隊成員主要由來自伊利諾州春田市的三個家族組成：喬治‧唐納一家、喬治的弟弟雅各‧唐納一家、以及詹姆斯‧瑞德一家。他們各自擁有三個篷車並帶著其家眷及雇傭上路。
喬治‧唐納，出生在北卡羅來納，他輾轉從該處往西遷徙到伊利諾，曾在德州短暫待過一年。1846這年他年約六十歲，與他一同踏上旅途的包括他的妻子譚森(44歲)、他們的三個女兒法蘭西絲(6歲)、喬治亞(4歲)、伊萊莎(3歲)、以及喬治前一段婚姻留下的兩個女兒愛麗莎(14歲)及黎安娜(12歲)，一家共7個人。
喬治的弟弟雅各(56歲)則攜同他的妻子伊莉莎白(45歲)、兩個繼子：所羅門‧霍克(14歲)和威廉‧霍克(12歲)、他們的五個孩子喬治(9歲)、瑪莉(7歲)、以撒(6歲)、路易斯(4歲)及山謬(1歲)，一家共9個人。隨唐納兄弟出發的僱傭群包括：Hiram O. Miller(29歲)、Samuel Shoemaker(25歲)、Noah James(16歲)、Charles Burger(30歲)、John Denton(28歲)及Augustus Spitzer(30歲)等6人。

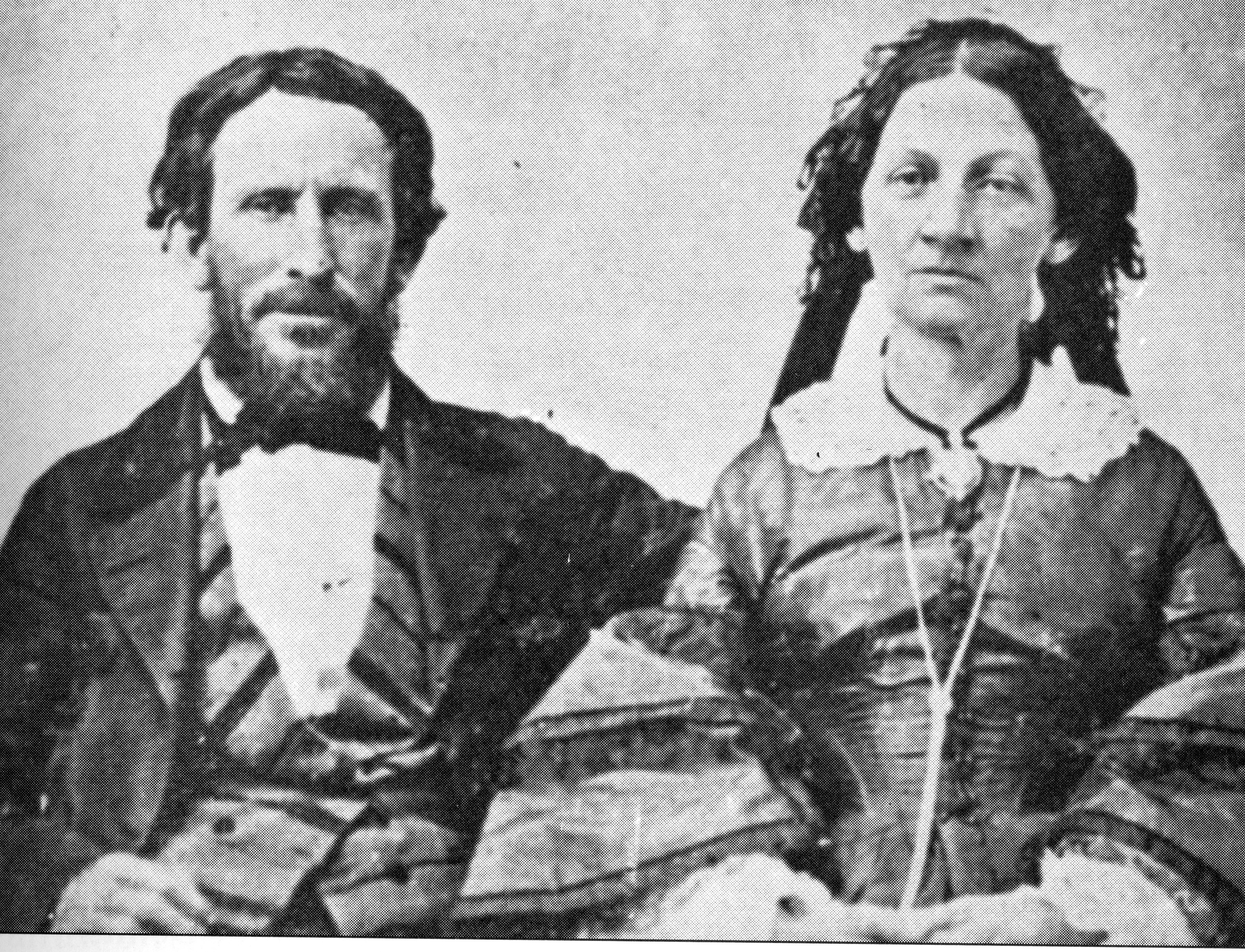
詹姆士‧瑞德與妻子瑪格麗特

詹姆斯‧F‧瑞德(45歲)來自北愛爾蘭，於1831年定居於伊利諾。這一家的成員包括瑞德的妻子瑪格麗特(32歲)、繼女維吉妮亞(13歲)、女兒瑪莎珍(8歲)、兒子詹姆士(5歲)和托馬斯(3歲)，及莎拉‧凱斯(70歲)，她是女主人瑪格麗特患有肺結核的母親，一家共7人。瑞德家雇了三個牛車駕駛一名雜工與一名廚師： Milford Elliot(28歲)、James Smith(25歲)及Walter Herron(25歲)、Baylis Williams(24歲)、Eliza Williams(25歲)。
另外還有幾個家族加入了這個車隊：
來自田納西的寡婦雷維娜‧莫菲(37歲)率領一家13口，包括她五個較年幼的孩子：約翰‧蘭諄(16歲)、米麗安瑪莉(14歲)、萊謬爾(12歲)、威廉(10歲)及賽門(8歲)，以及她兩個出嫁的女兒及她們的家族：大女兒莎拉‧莫菲‧佛斯特(19歲)及其丈夫威廉‧佛斯特(30歲)、兒子傑瑞米(1歲)、二女兒哈莉葉‧莫菲‧派克(18歲)及其丈夫威廉‧M‧派克(32歲)、兩個女兒娜歐蜜(3歲)和凱薩琳(1歲)。 
來自伊利諾的工匠威廉‧艾迪(28歲)帶著他的妻子愛蓮娜(25歲)和他們的兩個孩子：詹姆士(3歲)和瑪格麗特(1歲)。
由愛荷華的農人派崔克‧布林(51歲)率領的布林家族, 成員包括他的妻子瑪格麗特‧佩姬(40歲)及他們的七個孩子：約翰(14歲)、愛德華(13歲)、小派崔克(9歲)、賽門(8歲)、詹姆士(5歲)、彼得(3歲)、伊莎貝兒(11個月大).他們的鄰居派崔克‧多蘭(40歲)，一個單身漢，與他們一同旅行。
德國移民柯賽堡一家包括路易斯‧柯賽堡(32歲)與他的妻子伊莉莎白‧菲利賓(22歲)、女兒愛妲(2歲)，他們的兒子小路易斯出生在旅途中。
比利時移民哈德庫(60歲)及一對姓沃芬格的夫婦及沃芬格的友人約瑟‧雷恩哈德跟隨著柯賽堡一家前進。
另外還有法蘭克林‧葛雷弗斯(57歲)率領的葛雷弗斯家族，及威廉‧馬庫臣(30歲)一家。

## 黑斯廷「近道」
为了推广他的新路线，黑斯廷派出骑兵送信给旅途中的移民们。在6月12日，瑞德和唐纳家族收到了其中的一封信。黑斯廷警告移民们他们会在加利福尼亚州受到墨西哥人的强烈抗议，并因此建议他们联合成为团队。他同时声称"发现了一条更新、更好的通往加州的路"，并说他将等在柏瑞哲堡来引领移民们走上他所声称的新捷径。
J.奎因·桑顿跟唐纳和瑞德家族一起走过了一段路程，在他的著作1848年，从俄勒冈到加州中声称黑斯廷是 "移民们的蒙赫豪森男爵 "。桑顿在书中写道，当谭森·唐纳得知要在黑斯廷的建议下远离主路时，她"既忧伤又沮丧"，她认为黑斯廷只是个自私的冒险家。

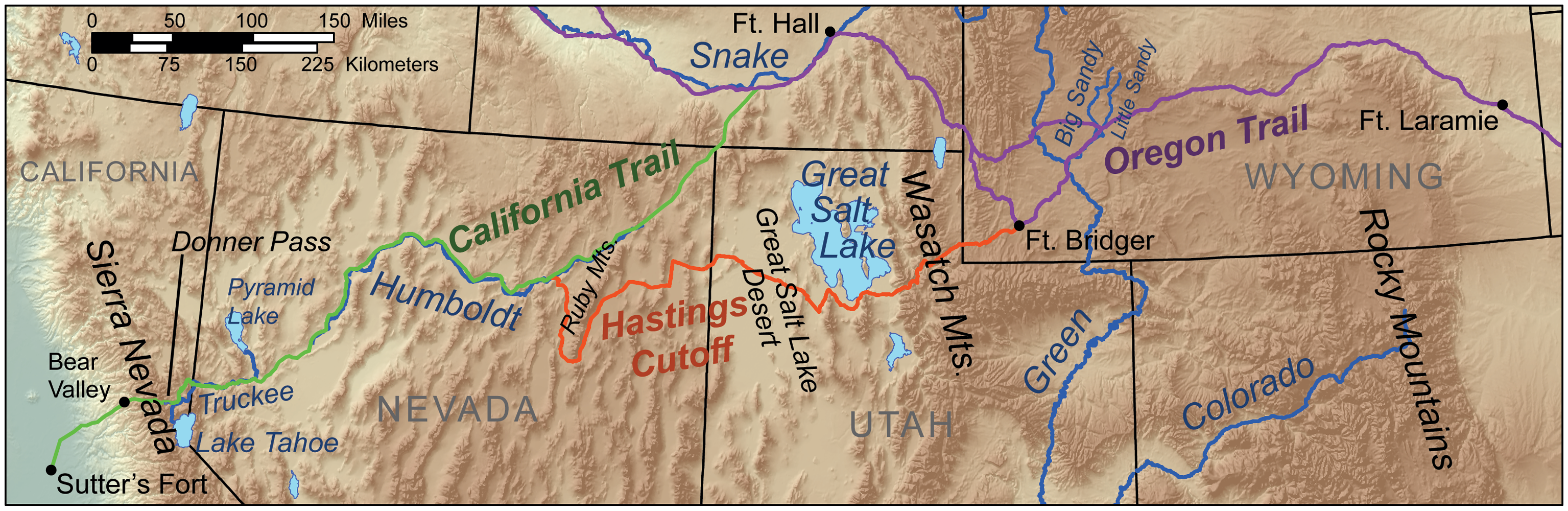
唐纳大队绘制的路线图，展示出了黑斯廷近道(图中橙色曲线)，黑斯廷近道给他们的路程增加了150 mi。

## 引用
1. ↑  McGlashan, p. 16; Stewart, p. 271.
2. ↑  Rarick，第18，24，45页
3. ↑  Bagley，第130页
4. ↑  Rarick，第48页
5. ↑  Rarick，第45页
6. 1 2  Rarick，第47页
7. ↑  . 1845.
8. ↑  Rarick，第105页
9. ↑  Rarick，第106页
10. ↑  Rarick，第17页
11. ↑  Johnson，第6–7页
12. ↑  Andrews, Thomas F. (April 1973). "Lansford W. Hastings and the Promotion of the Great Salt Lake Cutoff: A Reappraisal", The Western Historical Quarterly 4 (2) pp. 133–150.
13. ↑  Johnson，第20页
14. ↑  Johnson，第22页